# Vodní elektrárna Cardano
Vodní elektrárna Cardano (německy Wasserkraftwerk Kardaun) je vodní dílo na řece Isarco v italských Východních Alpách. V době uvedení do provozu byla nejvýkonnější elektrárnou v Evropě.

## Historie
Když v roce 1891 Michail Dobrovolskij uskutečnil dálkový přenos střídavého proudu, obrátila se pozornost průmyslově vyspělých zemí k vodní energii. Předmětem hlavního zájmu v Evropě se staly toky v alpských oblastech a příležitosti nabízely i řeky Jižního Tyrolska. Mezi řekami s dostatečným průtokem a spádem zaujala řeka Eisack (Isarco). Ve městě Bozen (Bolzano) vznikla první vodní elektrárna již v letech 1901/02. Projekt na využití vyššího spádu použitím svodu podzemními tunely připravila mnichovská firma Sager & Woerner již v roce 1911. Projekt zastavila První světová válka. Po jejím ukončení došlo ke změně vlastníka tyrolského území. Italská vláda, uvolňující významné prostředky na industrializaci země, podpořila přepracovaný projekt a v květnu 1926 začaly první stavební práce. Dílo bylo uvedeno do provozu 15. září 1929 a jeho výkon byl napojen na národní energetikou síť. Od roku je elektrárna součástí skupiny Alperia, která provozuje 34 vodních elektráren s roční výrobou kolem 4 500 GWh.  

## Hydrologické podmínky
Řeka Isarco je druhá největší řeka v Jižním Tyrolsku. Pramení nedaleko Brennerského průsmyku v nadmořské výšce kolem 2 000 m. Voda je odváděna z bodu o sběrné ploše 3 350 km2, což poskytuje odhad průměrného průtoku kolem 50 m3/s. Jako alpský tok se vyznačuje zimními minimy, náhlými přívalovými povodněmi a vysokým stavem v jarních měsících. Sběrná nádrž neposkytuje dostatečný akumulační objem a tak je vodní dílo průtočné s citlivou odezvou na současný průtok.

## Popis

### Vodní cesta
U města Colma (německy Kolllman) odvádí řeku jezová soustava do akumulačního jezera o objemu 290 000 m3, které poskytuje rezervu pro řízení denního režimu.
Odtud voda teče 15 kilometrů dlouhým tunelem do vyrovnávací nádrže a padá dolů do elektrárny přes pět přivaděčů s počátečním průměrem 2,8 metru, který se ve spodní části zmenšuje na 2,5 metru. Do původního koryta voda vyúsťuje zhruba 250 m pod elektrárnou. Délka vnějších přivaděčů je 330 m při celkovém spádu 164 m. Hltnost systému je 90 m3/s. Původně existoval ještě šestý přivaděč pro Peltonovu turbínu, která vyráběla proud pro železnici.

### Elektrárna
Pět vertikálních Francisových turbín o hltnosti 23 m3/s poskytuje každá výkon 33 MW při 300 otáčkách za minutu. Synchronní generátory vyrábí každý 36 000 kVA při napětí 10 kV. Energie je distribuována do národní sítě pod napětími 220,130,60 a 20 kV. Průměrná roční produkce je 620 GWh. 

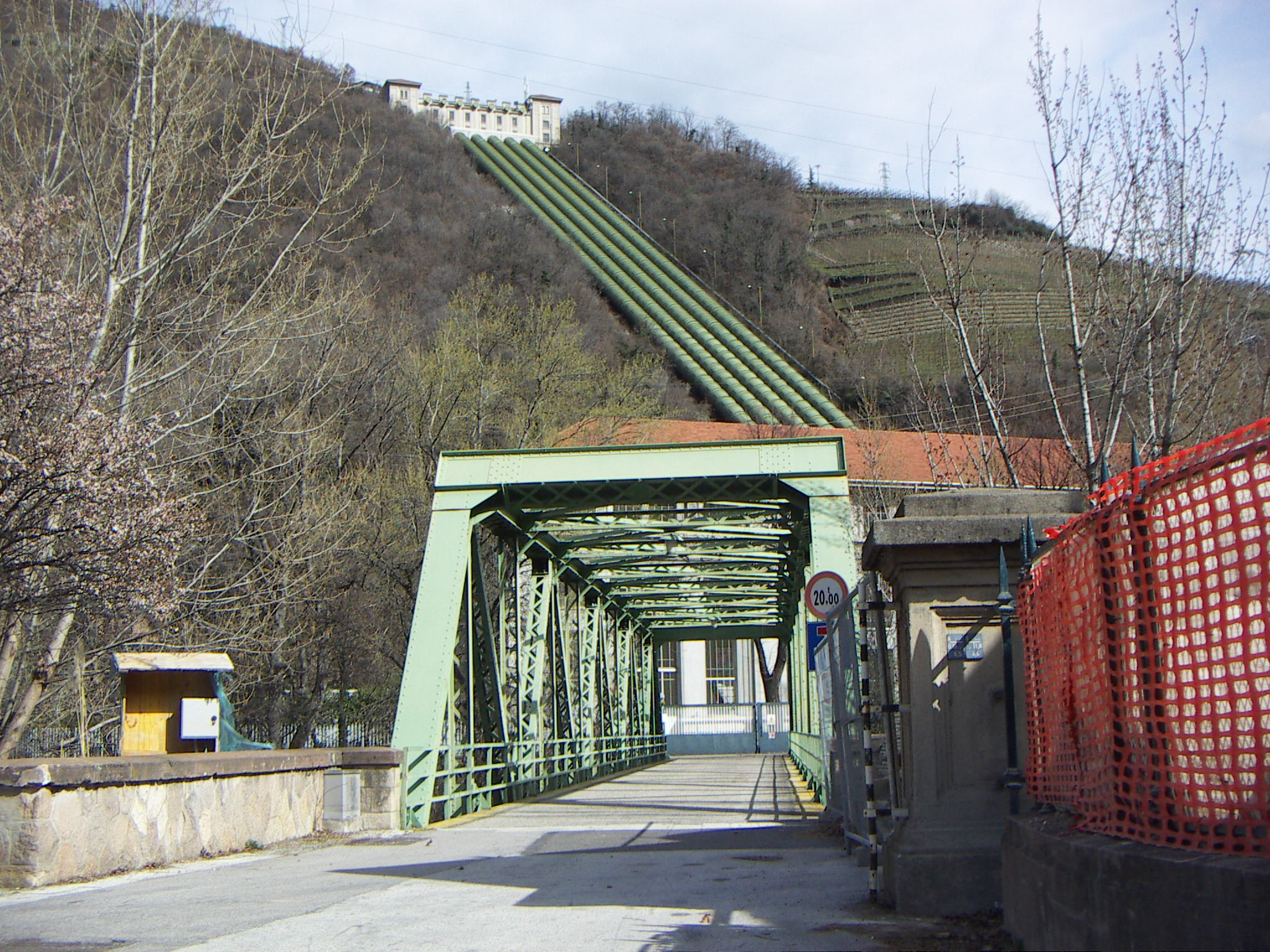
Přístupový most přes Isarco k elektrárně
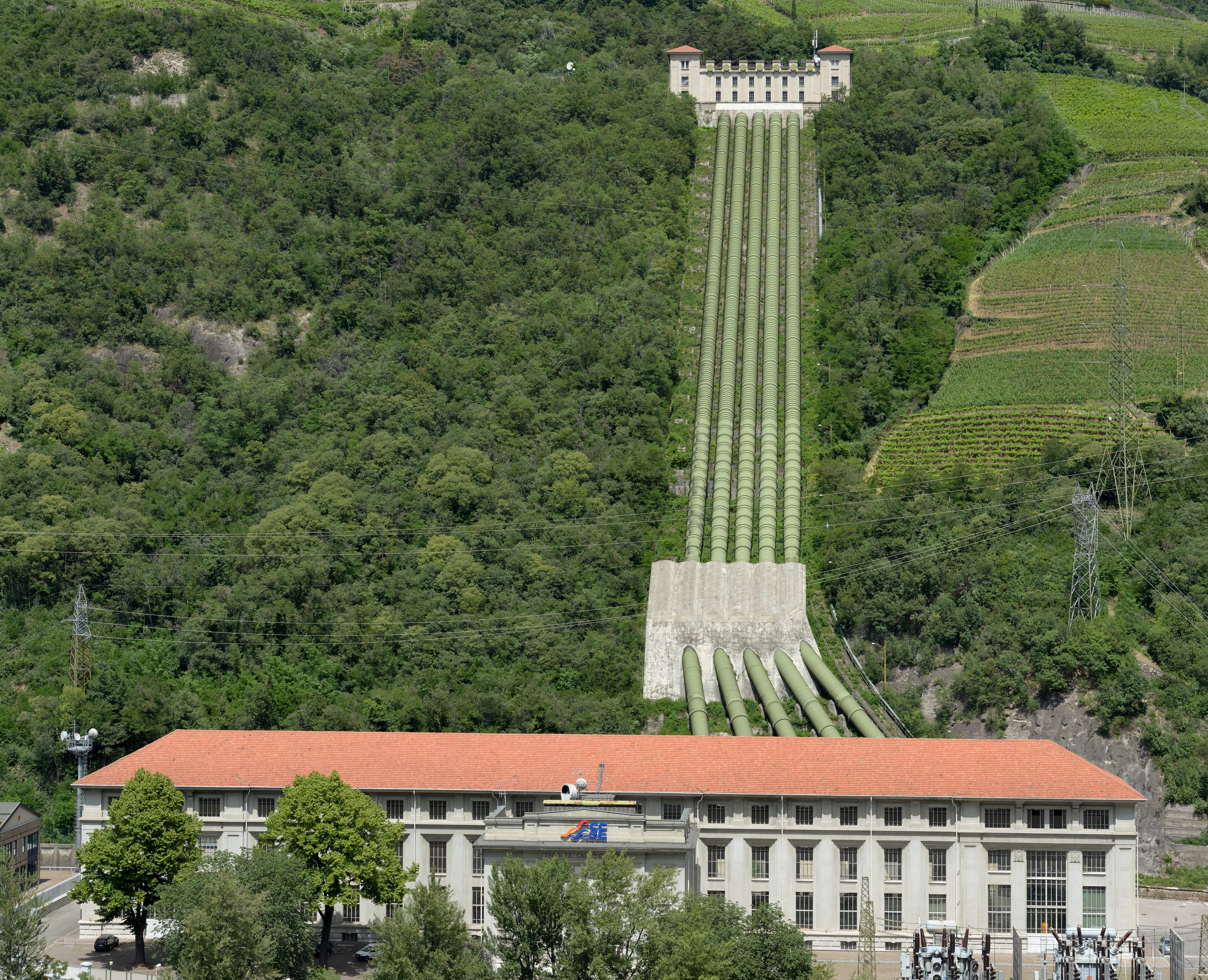
Vlevo je vidět místo po zrušeném šestém potrubí
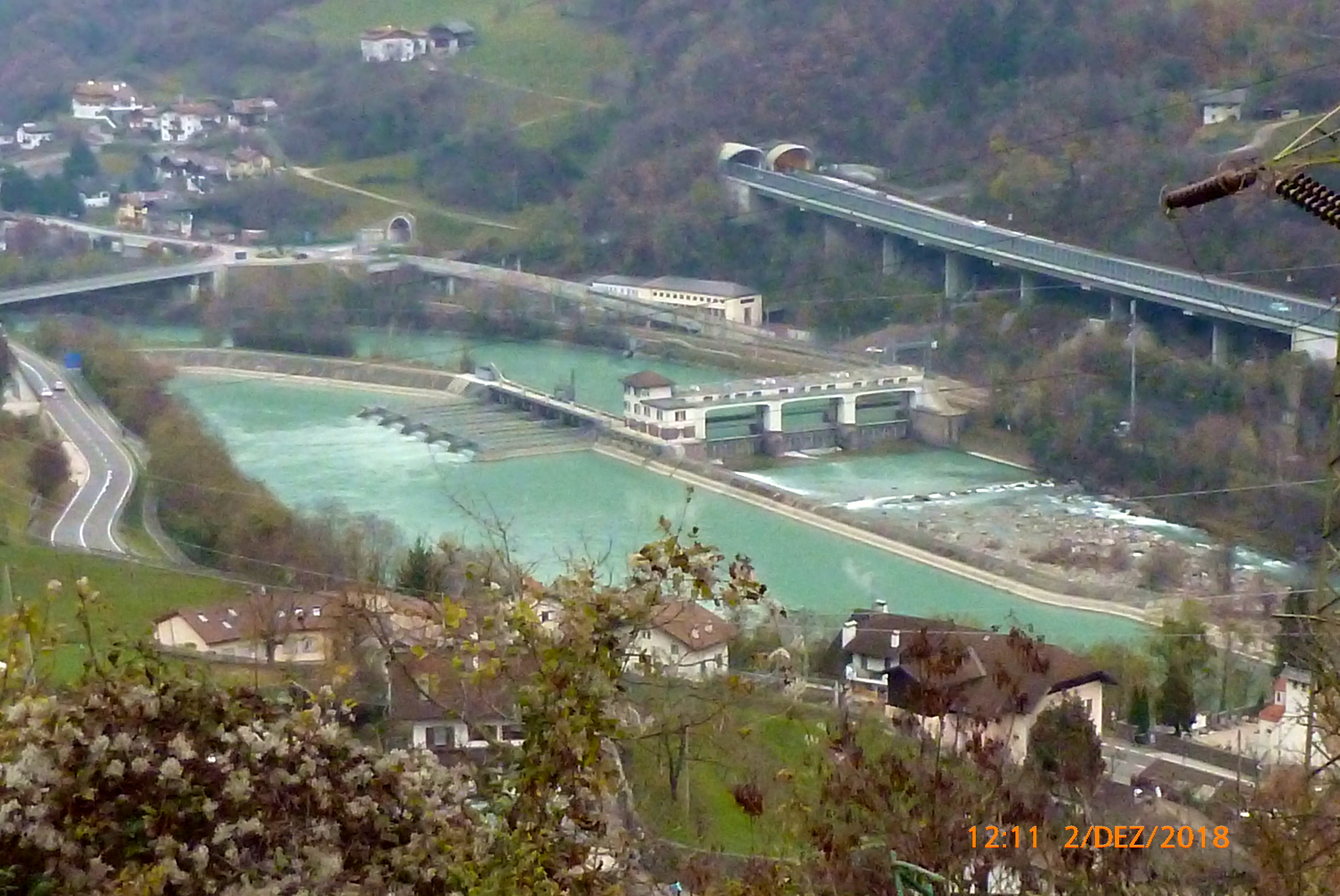
Vtokový objekt z pravého břehu
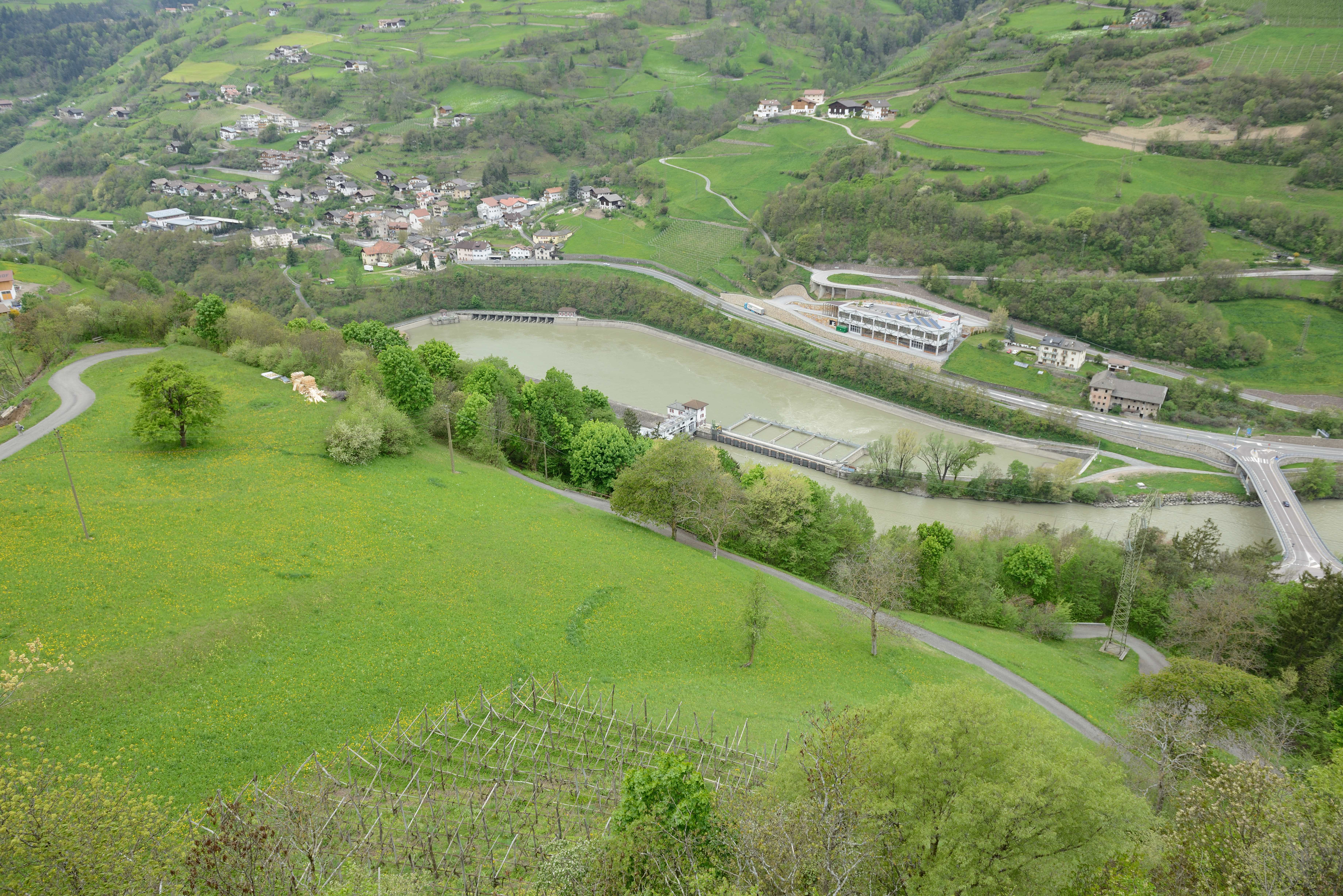
Panorama vtokového systému z levého břehu
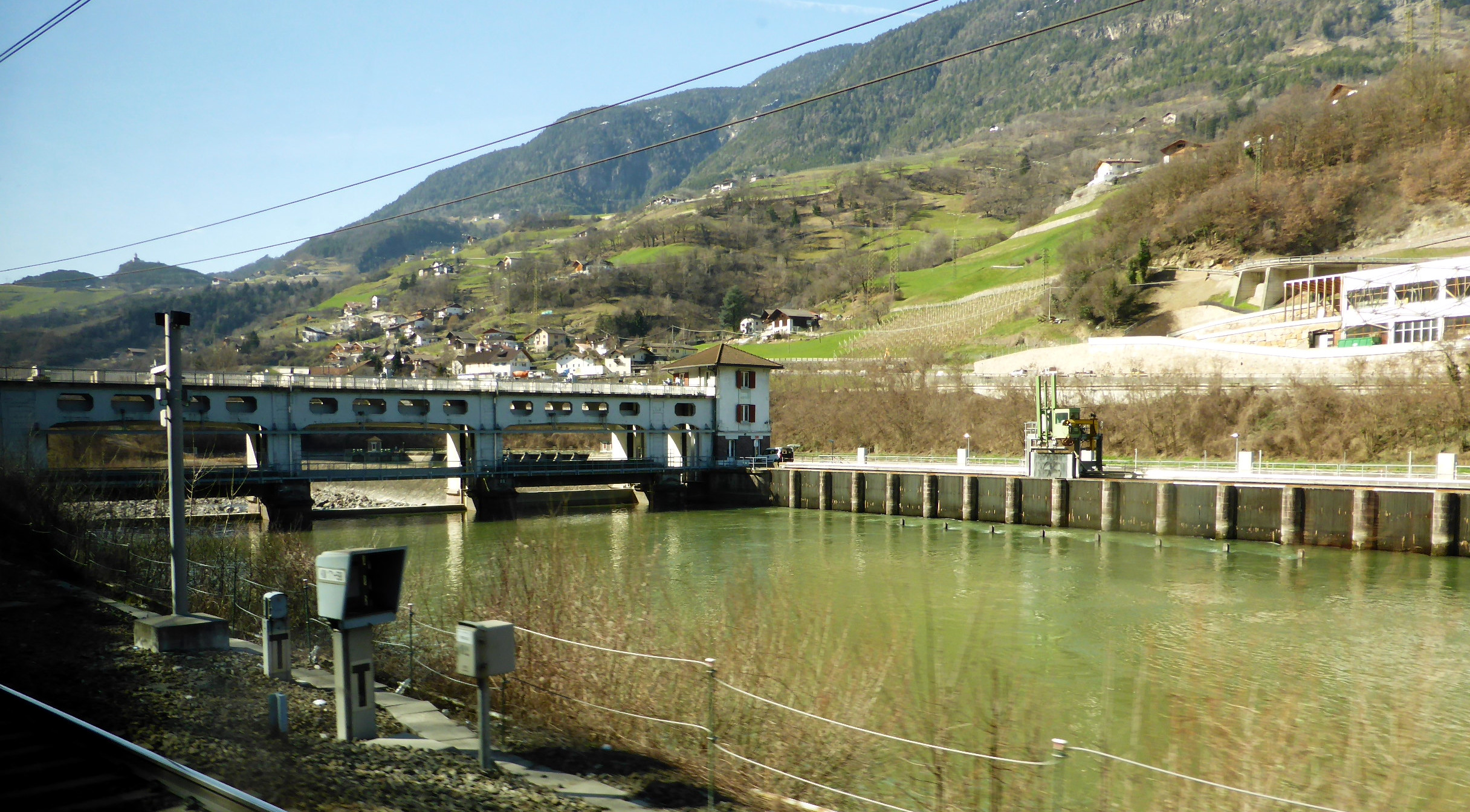
Vlevo cesta do řeky vpravo do elektrárny